# Afroabkhazos
Els afroabkhazos són un petit grup d'abkhazos que parlen la llengua abkhaz que descendeixen d'antics esclaus africans, portats per la família Chachbas des de Turquia. La comunitat d'afroabkhazos viuen a Adzyubzha i a diversos assentaments de les gorges de la vall de Kodori, a Abkhàzia. La majoria dels afroabkhazos s'han assimilat, ja que han fet matrimonis amb abkhazos. Els abkhazos negres són una minoria ètnica del país que reben el nom de "Shavi Katsebi" (homes negres) per la resta dels abkhazos.

## Història
A Abkhàzia hi va existir un dels nuclis esclavistes del món. Alguns mapes medievals de la mar Negra en la qual apareixen diverses ciutats marcades amb el símbol "S", que significava que era un mercat d'esclaus.
Hi ha dues teories sobre com van arribar els esclaus africans a Abkhàzia. La més comuna afirma que el comte Sharvashidze va portar els primers esclaus negres a Abkhàzia després que els comprés en un mercat esclavista d'Istanbul perquè treballessin en plantacions de cítrics. La segona versió, negada per alguns que diuen que és una llegenda, afirma que un vaixell esclavista es va enfonsar la costa abkhaza. L'historiador Mikheil Labazde diu que les cròniques venecianes confirmen que a la segona meitat del Segle xvii el comte Sharvashidze va comparr esclaus negres a mercaders àrabs i que el fet que aquests fossin assentats a la boca de les gorges del riu Kodori mostra que una de les seves tasques era la protecció de la frontera de Somegrelo. Hi ha fonts àrabs que expliquen el comerç d'esclaus a la mar Negra. Per exemple, un text del segle xviii afirma que els mamelucs van envair Etiòpia i van capturar falashas etíops que foren venuts com esclaus al sultà otomà. Això fou confirmat per una font russa, que descriu que un vaixell d'esclaus va arribar a la costa oriental de la mar Negra, alguns dels quals van arribar a les terres dels circassians i els ubykhs (caucasians extints que havien viscut a l'actual Abkhàzia) quan el vaixell en què viatjaven es va enfonsar.
Segons l'historiador Bryan Sykes en una aldea remota de les muntanyes d'Abkhàzia es van descobrir les restes d'una dona gegantina negra que es va anomenar "Zana" que havia mort el 1890.
Al segle xix els afroabkhazos estaven assimilats a la cultura local, ja que parlaven la llengua local i havien adquirit els costums locals. L'etnògraf Yevgeny Markov el 1913 va escriure a la revista "Kavkaz" que els afroabkhazos tenien poques diferències amb els abkhazos, ja que parlaven la mateixa llengua i creien en la mateixa religió
A la dècada de 1930 els comunistes van expulsar els afroabkhazos que vivien en la petita localitat d'Adzyubzha.